# Liste der Abgeordneten zum Istrianischen Landtag (IX. Wahlperiode)
Diese Liste der Abgeordneten zum Istrianischen Landtag (IX. Wahlperiode) listet alle Abgeordneten zum Istrianischen Landtag der Markgrafschaft Istrien in der IX. Wahlperiode auf. Die Wahlperiode reichte von 1902 bis 1908.

## Wahlen und Sessionen
Der Landtag der VIII. Wahlperiode war mit dem Kaiserlichen Patent vom 1. Oktober 1901 aufgelöst worden. In der Folge wurde im Dezember 1901 die nächsten Landtagswahlen durchgeführt, wobei die Mitglieder der Landgemeinden am 5. Dezember jene der Städte, Märkte und Industrialorte am 7. Dezember bestimmt wurden. Mit dem Kaiserlichen Patent vom 14. Dezember 1902 wurde der Istrianische Landtag der IX. Wahlperiode erstmals für den 27. Dezember 1902 einberufen. Mit dem Kaiserlichen Patent vom 22. Mai 1908 wurde der Landtag der IX. Wahlperiode aufgelöst.
Die IX. Wahlperiode gliederte sich in vier Sessionen:
- I. Session vom 27. Dezember 1902 bis zum 13. November 1903
- II. Session vom 21. September 1904 bis zum 11. November 1904
- III. Session am 25. Mai 1905
- IV. Session vom 19. September 1907 bis zum 26. März 1908

## Landtagsabgeordnete
Der Landtag umfasste 33 Abgeordnete. Dem Landtag gehörten dabei fünf Vertreter des Großgrundbesitzes, zwei Vertreter der Handels- und Gewerbekammer Laibach, 11 Vertreter der Städte und 12 Vertreter der Landgemeinden. Hinzu kam drei Virilstimmen.
Die Tabelle enthält im Einzelnen folgende Informationen:
| Name:        | Name des Abgeordneten |
| Wahlklasse:  | Die dem Klassenwahlrecht entsprechende Wahlklasse bzw. Kurie: I. Wahlklasse = Virilstimme (Bischof von Laibach); II: Adelige des Großen Grundbesitzes; III: Handels- und Gewerbekammer; IV: Zensuswahlklasse unterteilt nach Städten/Orten bzw. Landgemeinden; |
| Region:      | Die im Wahlbezirk enthaltenen Städte bzw. Gerichtsbezirke (Landgemeindewahlbezirke) |
| Anmerkungen: | Veränderungen während der Periode durch Tod, Mandatsverzicht oder spätere Angelobung |

| Name                    | Wahlklasse                     | Region                                | Anmerkung                        |
| ----------------------- | ------------------------------ | ------------------------------------- | -------------------------------- |
| Andrijčić Antun         | Landgemeinden                  | Veglia, Lussin, Cherso                |                                  |
| Bartoli Mateo           | Handels- und Gewerbekammer     |                                       |                                  |
| Belli Nicolo            | Städte, Märkte, Industrialorte | Capodistria                           |                                  |
| Bennati Felice          | Handels- und Gewerbekammer     |                                       |                                  |
| Benussi Giovanni        | Städte, Märkte, Industrialorte | Rovigno                               | Nachfolger von Matteo Campitelli |
| Bubba Giuseppe          | Großgrundbesitz                |                                       |                                  |
| Campitelli Matteo       | Städte, Märkte, Industrialorte | Rovigno                               | vorzeitig ausgeschieden          |
| Chersich Innocente      | Städte, Märkte, Industrialorte | Cherso, Veglia                        |                                  |
| Cleva Giovanni          | Landgemeinden                  | Dignano, Pola, Rovigno                |                                  |
| Constantini Francesco   | Städte, Märkte, Industrialorte | Pisino, Albona, Fianona               |                                  |
| Consulich Simone        | Landgemeinden                  | Veglia, Lussin, Cherso                |                                  |
| Davanzo Andrea          | Großgrundbesitz                |                                       |                                  |
| Flapp Giovanni Battista | Virilstimme                    |                                       |                                  |
| Franzin Giulio          | Landgemeinden                  | Dignano, Pola, Rovigno                |                                  |
| Kompare Giuseppe        | Landgemeinden                  | Capodistria, Pirano, Pinguente        |                                  |
| Laginja Matko           | Landgemeinden                  | Pisino, Albona                        |                                  |
| Mahic Antonio           | Virilstimme                    |                                       |                                  |
| Mandić Matko            | Landgemeinden                  | Volosca, Castelnuovo                  |                                  |
| Marchetti Eugenio       | Städte, Märkte, Industrialorte | Pinguente, Isola, Muggia              |                                  |
| Mianich Aurelio         | Landgemeinden                  | Parenzo, Buje, Montona                |                                  |
| Nagl Francesco          | Virilstimme                    |                                       |                                  |
| Polesini Benedetto      | Großgrundbesitz                |                                       |                                  |
| Rizzi Lodovico          | Städte, Märkte, Industrialorte | Dignano, Pola                         |                                  |
| Sbisa Tullio            | Städte, Märkte, Industrialorte | Parenzo, Umago, Cittanova             |                                  |
| Spinčić Vjekoslav       | Landgemeinden                  | Volosca, Castelnuovo                  |                                  |
| Stanger Andrija         | Städte, Märkte, Industrialorte | Volosca, Castua, Lovrana, Moschenizze |                                  |
| Tomasi Agostino         | Städte, Märkte, Industrialorte | Montona, Buje, Visinada, Pinguente    |                                  |
| Trinajstić Matko        | Landgemeinden                  | Capodistria, Pirano, Pinguente        |                                  |
| Trinajstić Dinko        | Landgemeinden                  | Pisino, Albona                        |                                  |
| Vareton Guglielmo       | Großgrundbesitz                |                                       |                                  |
| Venier Silvestro de     | Landgemeinden                  | Parenzo, Buje, Montona                |                                  |
| Ventrella Almerigo      | Großgrundbesitz                |                                       |                                  |
| Vidulich Sabino         | Städte, Märkte, Industrialorte | Lussinpiccolo mit Lussingrande        |                                  |
| Zarotti Nicolo          | Städte, Märkte, Industrialorte | Pirano                                |                                  |